# شون لوفمور
شون لوفمور (بالإنجليزية: Sean Lovemore)‏ هو لاعب كرة قدم نيوزيلندي في مركز الهجوم، ولد في 8 يونيو 1992 في أوكلاند في نيوزيلندا. شارك مع منتخب نيوزيلندا تحت 20 سنة لكرة القدم ومنتخب نيوزيلندا تحت 23 سنة لكرة القدم. أما مع النوادي، فقد لعب مع نادي ويلينغتون فينيكس ووايتاكيري يونايتد.

## وصلات خارجية
- شون لوفمور على موقع الاتحاد الدولي (مؤرشف)  (الإنجليزية)
- شون لوفمور على موقع قاعدة بيانات كرة القدم.إي يو (الإنجليزية)